# كمانغركلا (هرازبي الجنوبي)
کمانغرکلا (بالفارسية: کمانگرکلا) هي قرية تقع في إيران في قسم هرازبي الجنوبی الريفي. يقدر عدد سكانها بـ 1,293 نسمة .